# 萧丑奴
萧丑奴（?—?），金朝契丹石抹氏，后来为蒙古帝国将领。
萧丑奴有膂力，善于骑射，见识明敏。在金朝为古北口屯戍千户。1210年，蒙古兵南下，金将招灯必舍逃跑，萧丑奴在夜晚领兵三千人力战，不胜，箭矢射中其胸，于是开关，遣使纳降。成吉思汗命萧丑奴攻打招灯必舍，追至平州、滦州，迫降二州。于是攻取平州、滦州、檀州、顺州、深州、冀州等州，及昌平红螺、平顶诸寨，在邦君甸两败金兵，授为檀州军民元帅。成吉思汗西征，萧丑奴进献竹箭弓弩弦各一万，擢升为檀顺昌平万户，还是管理打捕鹰房人匠，在官任上去世。后追封顺国公，谥忠毅。其弟萧老瓦，其子萧青山，萧青山孙萧拜住。